# Imagine Entertainment
想象娱乐（英語：Imagine Entertainment LLC，常简称为Imagine，旧称为Imagine Films Entertainment)，在1985年，由導演朗·侯活和監製白賴仁·基沙（兩者為聯席董事長），於美國加利福尼亞州比華利山（總部）成立。
主要業務在全球經營製作電視連續劇、電影影片等行業。根據資料，在1987年起，與環球影業合作聯繫，最少超過60部電影片類 ，除了上述有關資料，還與其他電影公司合作聯繫不少，包括華納兄弟索尼影業。
包括《調換親情》、 《幼儿园警探》、《阿波罗13号》、《美丽心灵》、《街頭痞子》、《铁拳男人》、《達文西密碼》、《美國黑幫》、《天使与魔鬼》、《牛仔和外星人》、《劏樓大盜》、《胡佛传》、《決戰終點線》、《海洋深处》、《地獄》、《TIGER & BUNNY》、《乡下人的悲歌》、《伊甸园》等。其中《TIGER & BUNNY》，和日本萬代合作，把動漫改编荷里活真人电影的道路。
2016年3月7日，华人文化产业投资基金收購該公司股權。

## 外部連結
- imagine-entertainment.com
- 互联网电影数据库上Imagine Entertainment的资料（英文）
- 互联网电影数据库上Imagine Films Entertainment的资料（英文）
- 互联网电影数据库上Imagine Television的资料（英文）